# San Diego Open 1997
Il San Diego Open 1997 è stato un torneo di tennis giocato sul cemento. 
È stata la 19ª edizione del torneo di San Diego, che fa parte della categoria Tier II nell'ambito del WTA Tour 1997
Si è giocato a San Diego negli USA dal 28 luglio al 3 agosto 1997.

## Campionesse

### Singolare
Martina Hingis ha battuto in finale  Monica Seles con il punteggio di 7–6, 6–4

### Doppio
Martina Hingis /  Arantxa Sánchez Vicario hanno battuto in finale  Amy Frazier /  Kimberly Po con il punteggio di 6–3, 7–5